# Velje Polje (Bośnia i Hercegowina)
Velje Polje (cyr. Веље Поље) – wieś w Bośni i Hercegowinie, w Republice Serbskiej, w gminie Višegrad. W 2013 roku liczyła 22 mieszkańców.